# Paul de Vree
Paul Rosa Oscar de Vree (Antwerpen, 13 november 1909 – aldaar, 25 april 1982) was een Belgisch dichter, criticus, essayist en beeldend kunstenaar. Hij publiceerde ook onder de pseudoniemen Hendrik Storm, Frits/z Olivier, Steven Riels, Oscar Rosa en Hufe Mackle.

## Levensloop
Geboren in een Antwerps middenstandsgezin, liep hij school in de lagere en middelbare school Oudaen (1914-1920), vervolgens in de normaalschool Quellinstraat (1923-1928), waar hij les kreeg van Lode Baekelmans. Hij behaalde het onderwijzersdiploma.
Na werk als magazijnier bij de uitgeverij De Sikkel, volbracht hij in 1929 zijn legerdienst. Nadien werkte hij als tekenaar en schilder in een reclamebureau.
In 1932 nam hij op verzoek van Lode Baekelmans diens cursus over aan de Volkshogeschool Herman Van den Reeck in Antwerpen. Dit gaf aanleiding tot zijn eerste publicatie Over den roman.
In datzelfde jaar trouwde hij met Mariette Versterren, regentes wetenschappen, en werd hij onderwijzer in het Antwerpse stedelijk onderwijs. In 1937 werd Frits geboren, hun enige zoon. In 1938 behaalde hij voor de Centrale Examencommissie in Brussel het licentiaat geschiedenis.
In 1940 nam hij deel aan de Achttiendaagse Veldtocht als reserveofficier en bracht enkele weken in krijgsgevangenschap door. In 1941 volgde hij prof. dr. Robert Van Roosbroeck op als leraar geschiedenis en moraal aan de stadsscholen in Antwerpen.
In september 1944 werd hij vanwege vermeende collaboratie als leraar geschorst en in november 1945 zelfs uit zijn ambt ontzet. Verschillende pogingen werden ondernomen om hem te rehabiliteren, zeker nadat de provinciale voogdij-overheid hem onschuldig had bevonden. Toch gaf toenmalig minister Vermeylen hem desondanks een blaam omdat hij literaire en culturele bijdragen had geleverd aan verschillende tijdens de Duitse bezetting verschenen dagbladen en tijdschriften, w.o. het tijdschrift "Westland" dat geleid werd door Filip de Pillecyn. In 1951 werd hij benoemd tot leraar aan achtereenvolgens de athenea te Deurne en te Lier, waaraan hij verbonden bleef tot 1969.
Hij werd poëzierecensent bij Het Handelsblad (1953-1957) en bij de BRT-radio, omroep Antwerpen (1959-1963). Vanaf 1960 verzorgde hij de proza- en theaterkronieken van De Periscoop, en wijdde ook artikels aan plastische kunstenaars waaronder Gaston De Mey. In dit blad liet hij tot in 1980 maandelijks zijn kunstbrief verschijnen.
Hij werd begraven op het Schoonselhof (perk R, rij 5). Op het graf staat het woord "revolutie".

## Uitgever
Na zijn schrapping uit het onderwijs, nam hij in 1947 de boekhandel De Brug over, gelegen in het benedenhuis van Maurice Gilliams aan de Lange Nieuwstraat 91 in Antwerpen. Er ontstond een innige vriendschap met Gilliams. Spoedig werd hij ook uitgever. De onderneming werd ook, onder dezelfde naam, uitgeverij. Aanvankelijk werd semi-clandestien gewerkt, bij gebrek aan een vergunning.
Hij publiceerde twaalf delen in de reeks Mens en muze (onder de redactie van Ivo Michiels, Paul de Vree en Adriaan de Roover, 1947-1949), gedrukt bij Die Poorte. In deze reeks verschenen:
- dichtbundels van Ivo Michiels, Frank Meyland, Albe, Anton van Wilderode, Jos Coveliers, René Verbeeck, Adriaan de Roover, Albert Speekaert en Adriaan Magerman,
- een essay van Paul de Vree over Maurice Gilliams,
- een essay en bloemlezing van Adriaan de Roover, De doodsgedachte in de moderne Noord-Nederlandse poëzie,
- een vertaling van Petrarca door Albe.

Bij De Brug verscheen onder meer ook de novelle Zo, ga dan! Kronijk van een opgang (1947) van Ivo Michiels.

## Dichter
De Vree debuteerde als dichter in 1933 en bedreef een traditionele poëzie tot hij in 1963 overstapte op uitsluitend visuele en concrete poëzie, waarmee hij internationale bekendheid verwierf.
Met zijn dichterlijke geluidsopnamen in het Muzieklaboratorium in Utrecht, was hij een van de eersten die zijn gedichten voorzag van een atmosferisch timbre. Vertigo gli, Veronika, Ogenblik, Kleine Caroli, Een roos a rose, Organon en April am Rheine zijn enkele van zijn plaatopnamen.
Hij was tevens medestichter en voorzitter van de filmmaatschappij Fugitive Cinema (1968-1978) en lid van de Vlaamse Commissie voor Culturele Films (1966-1978).
In 1958 was hij medestichter en voorzitter (tot 1969) van het Modernistisch Centrum, het latere Nationaal Centrum voor Moderne Kunst. In 1960 sloot Filmgroep 58 zich op aandrang van De Vree hierbij aan.
Hij kreeg steeds meer contacten met de toenmalige nationale en internationale artistieke avant-garde. Hij was mede-inrichter van o.a. de forumtentoonstellingen in Oostende en Gent (1959-1963), Profile II in Bochum (1963), drie Benelux-filmfestivals in Antwerpen en Leuven (1963-1965-1967), de tentoonstelling Objektieve Poëzie in Antwerpen (1963) en de internationale tentoonstelling Integratie 64 in Deurne (1964).
De Vree wierp zich op als verdediger van de niet-figuratieve kunst in het algemeen, van de Zero-beweging (Manzoni, Fontana, Dorazio, Schoonhoven, Armando, Leblanc), de Nieuwe Vlaamse School waar hij tevens het manifest van opstelde (Verheyen, Gentils, Dries, Van Anderlecht, Mees) en het Constructivisme (Vandenbranden, Delahaut, Peire, Van Severen, Swimberghe) in het bijzonder.
In De Tafelronde en in inleidingen tot diverse catalogi benadrukte hij herhaaldelijk de parallellen die bestaan tussen de literatuur en de plastische kunsten.
Op het einde van hetzelfde decennium kreeg De Vrees eigen visueel-poëtisch werk vooral buiten onze grenzen erkenning, en kwam hij o.a. in contact met de dadaïst Raoul Hausmann (1886-1971), met wie hij intens correspondeerde.

## Publicaties
- Verzen en kwatrijnen, een bundel intieme en impressionistische liefdeslyriek (1935).
- Elegische hymnen (1937), gedichten over liefde en dood.
- Een kringloop, roman, De Nederlandsche Boekhandel (1938).
- Atmosfeer, gedichten (1939).

Tijdens de periode 1940-1953 ging de dichter De Vree langzaam over van de traditie naar het experiment.
- De loutering (1940).
- Evenwicht (1941).
- Nieuwe verzen en kwatrijnen (1942).
- Kruisweg (1947).

Nadien ondernam hij pogingen om met "nieuwe middelen aan te sluiten op vroeger werk". Dit was de derde fase in zijn poëtische groei (1957-1982).
- Egelrond: kollegrafische gedichten (1957).
- Contestical Mill (1970).

In het begin van de jaren zestig kwam hij in contact met onder meer de concrete poëzie.
- De bundel Pl.acid.amore is het overgangswerk naar zijn latere zgn. 'visuele poëzie' en 'konkrete gedichten' als in
- explositieven (1966).
- Zimprovisaties (1968).
- Contestical Mill (1970).
- Poezien (1971).

Net als Marcel Van Maele ging De Vree samenwerken met de Antwerpse galerie De Zwarte Panter, waar hij drie mappen zou uitgeven:
- Poesia visiva (1979), dertien zeefdrukken met een slotwoord van Henri-Floris Jespers;
- Visueel (1981), negen zeefdrukken met een voorwoord van Willem M. Roggeman;
- Ook oppervlak ik (1981), acht gedichten met acht originele foto’s van Ludo Geysels.

## Tijdschriften
- Vormen was een tweemaandelijks literair tijdschrift onder leiding van Paul De Vree, René Verbeeck en Pieter-Geert Buckinx (april 1936 - maart 1940). Het was een opvolger van De Tijdstroom.
- Golfslag (1946-1950) was een tijdschrift opgericht door Manu Ruys, de dichter en jazzkenner Adriaan de Roover (1923-2016), en diens vriend Ivo Michiels. Paul de Vree voegde zich bij hen.
- De Tafelronde (1953-1981) kwam op zijn initiatief tot stand. Dit tijdschrift groeide uit tot het orgaan van het Vlaamse experimentalisme, van de internationale concrete poëzie en van de poesia visiva.

Vanaf 1956 was De Vree de uitsluitende leider van het tijdschrift, bijgestaan door onder meer Henri-Floris Jespers. Na 1963 legde hij het accent op de poëzie die aan de hand van elektronische middelen klank- en stemgeluiden bewerkt en 'visuele gedichten' produceert. De dichters Henri Chopin, Pierre Garnier en Frans Vanderlinde, droegen bij, door hun publicaties in de Tafelronde tot de internationale erkenning ervan. Het Internationaal Cultureel Centrum (ICC) te Antwerpen wijdde in 1975 een overzichtstentoonstelling aan het tijdschrift De Tafelronde.
- Lotta poetica – Lutte poétique – Poëtische strijd (1971-1975) was een tijdschrift dat De Vree oprichtte samen met de jonge Italiaanse visuele dichter en uitgever Sarenco. Met zijn visuele poëzie nam hij ook deel aan tal van binnen- en buitenlandse tentoonstellingen. Zijn sonore teksten werden op langspeelplaat en cassette opgenomen.
- Hij nam deel aan de oprichting van het tijdschrift Factotum Art (1977-1982).

## Andere activiteiten
- Samen met zijn schoonbroer, prof. dr. Verheyen werkte hij aan de Oologica Belgica, waarvoor hij 72 aquarelplaten schilderde.
- In 1974 werd hij erelid van de 'Pink Poets' en op initiatief van zijn vrienden werd hij gehuldigd in het Koninklijk Museum voor Schone Kunsten te Antwerpen.
- In 1935 en 1980 werd Paul De Vree onderscheiden met de Prijs voor de Poëzie door de provincie Antwerpen.
- Hij was lid van de Vereniging van Vlaamse Letterkundigen en van de Maatschappij der Nederlandse Letterkunde.
- Hij was lid van de Vereniging van Belgische Kunstcritici (ABCA) en van de Internationale Kunstcritici (AICA).
- Hij was voorzitter van de Vereniging voor het Museum van Moderne Kunst in Antwerpen en van het Raamtheater.
- Hij werkte mee aan de Moderne Encyclopedie der Wereldliteratuur, aan de Encyclopedie van Vlaanderen en aan de Moderne Nederlandse Larousse.
- Hij was bestuurslid van het Paul Van Ostaijengenootschap.
- Hij behoorde tot de redactie van Golfslag (1946-1950).